# おにいちゃんだぁいすき! 〜LOVE? or LIKE?〜
『おにいちゃんだぁいすき! 〜LOVE? or LIKE?〜』は、2007年8月17日にCUFFSから発売された18禁恋愛アドベンチャーゲームである。

## あらすじ
父の転勤で両親がしばらく留守にすることにより、主人公・修二と双子の妹たちとの日常が少しずつ、確実に変わり始める。

## 登場人物

### 主人公
葉月　祐一（はづき　ゆういち）
本作品の主人公。優柔不断な性格で性格の違う双子の妹に振り回される兄。

### ヒロイン
葉月　りお（はづき　りお） - 声：桜川未央
テニス部所属で快活な双子の妹。
葉月　まお（はづき　まお） - 声：草柳順子
りおをうらやましく思うものの、あきらめ気味の双子の姉で兄を慕う。

## スタッフ
- 原画 -  結城みつる
- シナリオ -  新川ゆず、ねこさわいくみ
- 音楽 - Peak A Soul +

## 主題歌
オープニングテーマ「向日葵」
歌：Duca、作詞：Duca、作編曲：ANZE HIJIRI
エンディングテーマ「夏休み」
歌：麗華、作詞：Duca、作編曲：chokix